# پیشامد مکمل
در نظریه احتمالات، احتمال یک پیشامد (اگر پیشامد را A درنظر بگیریم و n تعداد اعضای هر مجموعه باشد) بصورت {\displaystyle P(A)={\operatorname {n(A)}  \over \operatorname {n(S)} }} نمایش داده می‌شود که S درواقع فضای نمونه خواهد بود. برای مثال در پرتاب یک تاس اگر بخواهیم احتمال آمدن عدد 2 را محاسبه کنیم خواهیم داشت: 
{\displaystyle A=\{1\}}
{\displaystyle S=\{1,2,3,4,5,6\}}
{\displaystyle P(A)={\operatorname {n(A)}  \over \operatorname {n(S)} }={\operatorname {1}  \over \operatorname {6} }}
حال اگر A را یک پیشامد از مجموعه مرجع M فرض کنیم، مجموعه مکمل A نیز یک پیشامد از M است به طوری که هر عنصری که در مجموعه مرجع قرار دارد و عضو A نیست، عضو مکمل A باشد که آن را پیشامد مکمل A می‌نامیم. به‌طور کلی هر پیشامدی از مجموعه مرجع، یک پیشامد مکمل منحصر به فرد دارد؛ مثلاً A تنها یک پیشامد مکمل مانند B دارد که A و B با هم هیچ اشتراکی ندارند یا به عبارتی {\displaystyle A\cap B=\varnothing }.
برای مثال یک تاس همگن را در نظر بگیرید.
« نکته: تاس همگن تاسی‌ست که احتمال آمدن هر وجه آن با سایر وجوه برابر باشد.»
مجموعه مرجع تاس همگن برابر با {۱,۲,۳,۴,۵,۶} است. پیشامد A را احتمال رخداد مجموعه {۵,۶} تعریف می‌کنیم. مکمل A برابر با مجموعه {۱,۲,۳,۴} خواهد بود.
اگر بدانیم پیشامد B و C، پیشامد مکمل رویداد A هستند، از آنجایی که هر رویداد تنها یک مکمل دارد، می‌توانیم نتیجه بگیریم که پیشامدهای B و C هر دو به یک پیشامد اشاره دارند. پیشامد مکمل A را می‌توان با نمادهای 'A یا Ā یا {\displaystyle A^{c}} نمایش داد.

### نمودار ون پیشامد مکمل:

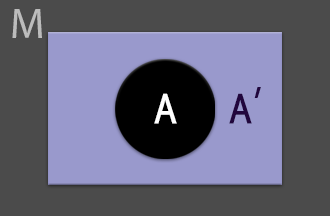

در شکل زیر رویداد مکمل را به کمک نمودار ون نمایش داده‌ایم. قسمت مشکی‌رنگ نمایشگر رخداد A و قسمت‌های بنفش شامل رخداد 'A است؛ هردوی این رخدادها در مجموعه خاکستری‌رنگ M (مجموعه مرجع) قرار گرفته‌اند و آن‌را به طور کامل پوشش داده‌اند. 

## قانون پیشامد مکمل
می‌دانیم احتمالی که می‌توان برای هر پیشامد درنظر گرفت درصورت کمینه بودن برابر صفر و درصورت بیشینه بودن برابر یک است و نهایتاً مقداری که هر احتمال می‌تواند داشته باشد بین صفر و یک خواهد بود.
قانون پیشامد مکمل بیان می‌کند که مجموع احتمال وقوع هر رویداد، با احتمال وقوع مکمل آن رویداد که در مجموعه مرجع وجود دارد برابر با ۱ است.
{\displaystyle P(A)+P(A')=1}
گاهی اوقات، محاسبه مکمل یک رویداد، راه ساده‌تری نسبت به محاسبه احتمال خود رویداد است. در این مواقع از قانون پیشامد مکمل کمک می‌گیریم و با محاسبه احتمال اتفاق افتادن مکمل آن رویداد، احتمال مطلوب را بدست می‌آوریم. با توجه به تساوی‌ای که در رابطه فوق داشتیم می‌توان نوشت:
{\displaystyle P(A)=1-P(A')}
به‌طور کلی در یک آزمایش تصادفی، جمع احتمال همه رویدادهای ممکن از یک مجموعه مرجع، برابر 1 خواهد بود؛ چراکه رویداد و مکمل آن کل مجموعه مرجع را پوشش می‌دهند درنتیجه جمع احتمالاتشان برابر ۱ می‌شود. حال به بررسی چند مثال در این باره می‌پردازیم:

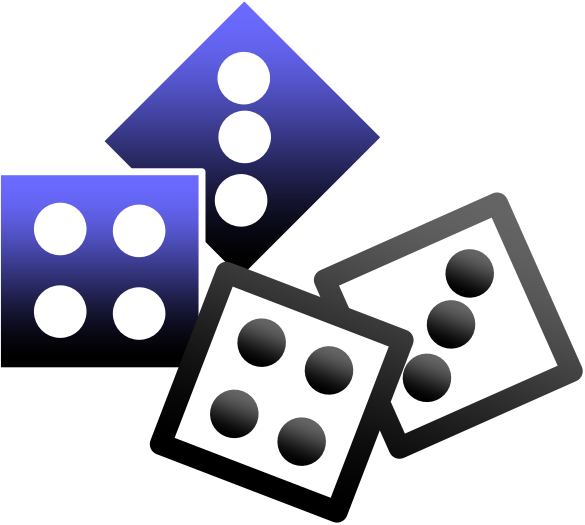

- مثال اول: یک تاس همگن را در نظر بگیرید که احتمال رو آمدن هر وجه آن {\displaystyle {\operatorname {1}  \over \operatorname {6} }} است. تاس قطعاً روی یکی از وجوه می‌افتد و احتمال فرود آمدن بین دو وجه وجود ندارد. می‌خواهیم احتمال آمدن اعداد کوچکتر از ۴ را حساب کنیم. می‌توان برای محاسبه این احتمال، ابتدا احتمال رویداد مکملش را حساب کرده و سپس با استفاده از آن احتمال مطلوب را بدست آوریم.

راه‌حل:
{\displaystyle P(X=1)+P(X=2)+P(X=3)+P(X=4)=1-(P(X=5)+P(X=6))=1-({\operatorname {1}  \over \operatorname {6} }+{\operatorname {1}  \over \operatorname {6} })=1-{\operatorname {1}  \over \operatorname {3} }={\operatorname {2}  \over \operatorname {3} }}
- مثال دوم: فردی در ورزش تیر و کمان به صفحه‌ای دایره‌ای شکل به شعاع ۳۰ سانتی‌متر تیراندازی می‌کند. اگر او طوری تیراندازی کند که محل برخورد تیر با هدف به صورت تصادفی باشد، احتمال اینکه تیر او به فاصله حداکثر ۵ سانتی‌متری از مرکز صفحه هدف برخورد کند چقدر است؟

راه‌حل: 

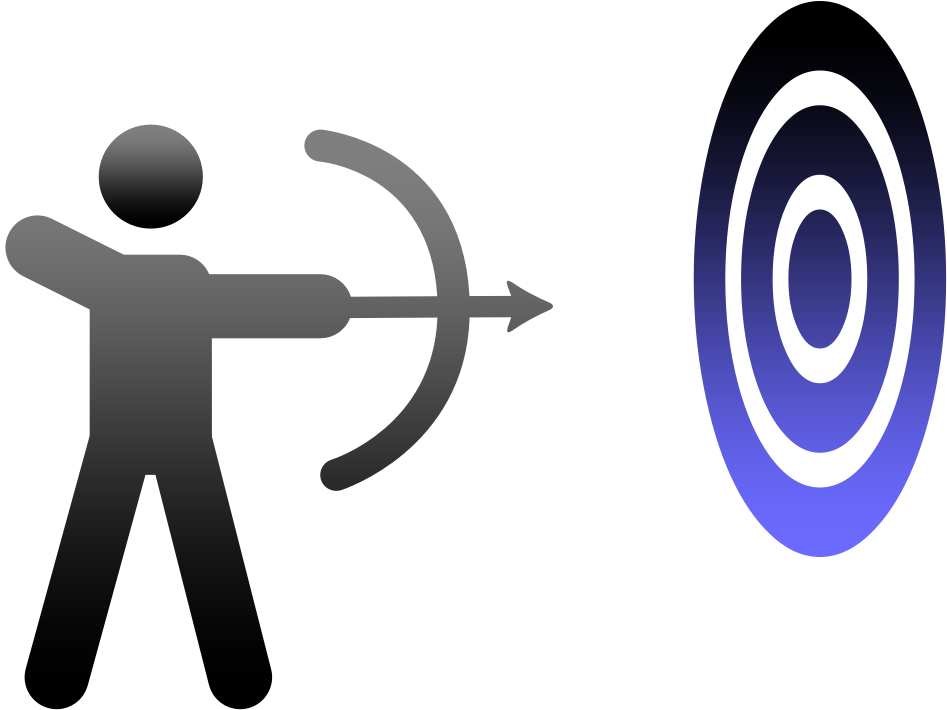

این احتمال را می‌توان برحسب مساحتی که تیر از مرکز صفحه هدف دارد نسبت به مساحت صفحه هدف (دایره‌ای شکل) محاسبه کرد. در نتیجه نسبت این دو مساحت را احتمال نهایی در نظر می‌گیریم. اگر پیشامد A‌ را مساحت دایره‌ای با شعاع ۵ سانتی‌متری از مرکز صفحه در نظر بگیریم، فضای نمونه نیز مساحت کل دایره (صفحه هدف) خواهد بود. نسبت این دو مساحت احتمال را نشان می‌دهد:
{\displaystyle P(A)=({\operatorname {3.14\times 5^{2}}  \over \operatorname {3.14\times 30^{2}} })={\operatorname {78.5}  \over \operatorname {2826} }=0.03}
برای محاسبه اصابت تیر خارج از دایره‌ای به مرکز ۵ سانتی‌متر نیز از پیشامد مکمل A استفاده می‌کنیم:
{\displaystyle P(A')=1-P(A)=1-0.03=0.97}
- مثال سوم:  دنباله‌ای 5بیتی (شامل 0 و 1) بصورت تصادفی تولید کرده‌ایم. احتمال آنکه حداقل یکی از این بیت‌ها 0 باشد چقدر است؟

راه‌حل:

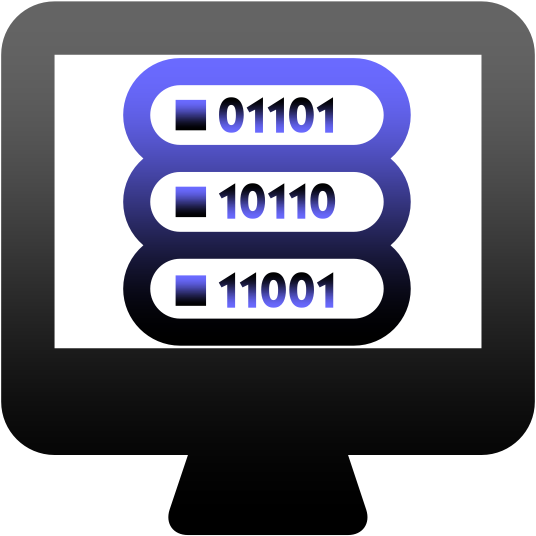

در چنین دنباله‌ای، انتخاب هر بیت 2حالت دارد (می‌تواند 0 یا 1 باشد) و 5 بیت تولید می‌کنیم؛ بنابراین تعداد حالت‌های موردنظر بصورت {\displaystyle 2^{5}=32} خواهد بود. اگر رویداد {\displaystyle Q} را طوری فرض کنیم که حداقل یکی از این بیت‌ها 0 باشد، مکمل آن یعنی {\displaystyle Q'} هیچ بیت صفری نخواهد داشت؛ که این یعنی دنباله بصورت 11111 است و تنها همین یک حالت است که بیت 0 را شامل نمی‌شود. درنتیجه احتمال وقوع این رویداد بصورت {\displaystyle P(Q')={\operatorname {1}  \over \operatorname {32} }} خواهد بود. حال با استفاده از قانون پیشامد مکمل می‌توانیم احتمال رویداد {\displaystyle Q} را محاسبه کنیم.
{\displaystyle P(Q)=1-P(Q')=1-{\operatorname {1}  \over \operatorname {32} }={\operatorname {31}  \over \operatorname {32} }}

## لینک‌های مفید
متغیر تصادفی
قانون احتمال